# Форноле (Терни)
Форноле је насеље у Италији у округу Терни, региону Умбрија.
Према процени из 2011. у насељу је живело 1308 становника. Насеље се налази на надморској висини од 332 м.